# Vesc
Vesc település Franciaországban, Drôme megyében. Lakosainak száma 251 fő (2022. január 1.). Vesc Bouvières, Chaudebonne, Comps, Crupies, Dieulefit, Montjoux, Orcinas, Teyssières és Valouse községekkel határos.

## Népesség
A település népessége az elmúlt években az alábbi módon változott:
| Lakosok száma | 256  | 248  | 244  | 279  | 287  | 283  | 260  | 245  | 242  | 251  |
|               | 1968 | 1982 | 1990 | 2006 | 2013 | 2015 | 2017 | 2019 | 2020 | 2022 |